# LESTAS
株式会社レスタスはテクノロジーと独自のマーケティング理論を用いてオーダーメイド製品を制作、販売する日本の企業。

## 概要
2011年に大阪府大阪市で設立。世の中のあらゆる無駄なタスクを一掃し、世界中の業務を効率的にしていくこと「Less"減らす"＋Task"業務"」をミッションとして掲げており、それが現在の社名の由来である。運営するECサイトはオリジナルノベルティグッズや名入れ商品を扱っており、簡単なデザインの作成や、デザインデータや画像の入稿、文字の指定など注文までのほぼすべての工程をウェブ上で完結できる。取り扱う商品はカレンダーや封筒、タオル、うちわなどから年賀はがきや名刺、持ち物への名前付けに使用するお名前シールまで。また、商材ごとにそれぞれサイトがある。主力商品である名入れカレンダーは2023年8月時点において3年連続国内販売シェア1位になった。
また名入れカレンダーだけではなく2023年8月時点ではオリジナル紙袋においても2年連続国内販売シェア1位、お名前シールとお名前スタンプにおいても国内販売シェア1位となった。

## 沿革
- 2011年06月 - 株式会社名入れ製作所を設立。
- 2011年07月 - 名入れカレンダー製作所を公開
- 2012年11月 - 名入れタオル製作所を公開
- 2016年06月 - お名前シール製作所を公開
- 2019年04月 - オリジナルうちわ製作所を公開
- 2019年08月 - 株式会社レスタスに社名変更。本社を江戸堀から中之島へ移転
- 2020年02月 - BABYJOB株式会社との業務提携を発表[3]
- 2020年08月 - 株式会社イムラ封筒と資本提携[4]
- 2020年08月 - 大阪府スタートアップ発展支援プロジェクト「ＲＩＳＩＮＧ！」支援対象企業に選出[5]
- 2020年10月 - 近畿経済産業局が推進するスタートアップ企業育成支援プログラム「J-Startup KANSAI」に選出[6]
- 2020年10月 - 「名入れ製作所」を公開
- 2021年1月 - 第1マーケティングオフィスを江戸堀から大淀へ移転
- 2021年1月 - 株式会社RESEEDの全株式の取得。グループ会社として迎える[7]
- 2021年1月 - トーヨグループと業務提携[8]
- 2021年3月 - 「CRADie（カーディ）」を公開
- 2021年6月 - 名入れカレンダーで国内販売シェアNo.1を獲得[2]
- 2021年6月 - 中川家を起用したテレビCMの放送開始[9]
- 2021年6月 - 名入れ印刷センターと業務提携[10]
- 2023年2月 ‐ ギフトバトンを公開
- 2023年12月 ‐ 第2マーケティングオフィスを開設

## サービス
名入れ製作所byレスタス
紙袋やマスク、ボールペン、クリアファイルなどのオリジナルノベルティグッズを取り扱う。
名入れカレンダー製作所
名入れカレンダーを取り扱う。カレンダーの種類は1,300点以上。
封筒印刷製作所
封筒を取り扱う。また、プリントなしの封筒を購入することもできる。なお、封筒はイムラ封筒製を使用。
名入れタオル製作所
タオル全面にプリントできるオリジナルタオルとロゴや文字を印刷できる名入れタオルを取り扱う。また、オリジナルタオルはデザイン作成を依頼することもできる。
オリジナルうちわ製作所
オリジナルうちわを取り扱う。簡単なデザインであればサイト内に組み込まれたツールを使って作成できる。また、デザイン作成を依頼することもできる。
レスタス名刺
名刺、WEB名刺を取り扱う。約200種類以上のデザインテンプレートが用意されている。
年賀状写真印刷製作所
年賀はがきを取り扱う。デザインテンプレートを使った写真入り、またはイラスト入りの年賀状が作成できる。フチのありなしなど印刷方式の指定も可能。
お名前シール製作所
持ち物への名前付けに使用するお名前シールのほか、お名前スタンプや名入れ鉛筆なども取り扱う。

## 事業所
- 本社 - 大阪府大阪市北区中之島3-2-18 住友中之島ビル4F
- 第1マーケティングオフィス - 大阪市北区大淀中4丁目12-20 レスタス梅田WEST
- 第2マーケティングオフィス ‐ 大阪府大阪市北区大淀中3丁目14‐11 レスタス梅田WEST2